# Hóquei sobre a grama nos Jogos Olímpicos de Verão de 1984
O torneio de hóquei sobre a grama nos Jogos Olímpicos de Verão de 1984 foi realizado em Los Angeles, Estados Unidos.

## Masculino
| Ouro | Prata | Bronze |
| Paquistão Abdul Rashid Hassan Sardar Quasim Zia Shahid Ali Khan Ayaz Mehmood Ghulam Moinuddin Manzoor Hussein Hussain Kaleemullah Haneef Khan Nasir Ali Tauqeer Dar Khalid Hameed Mushtaq Ahmad Ishtiaq Ahmed Naeem Akhtar | Alemanha Ocidental Christian Bassemir Stefan Blöcher Dirk Brinkmann Heiner Dopp Carsten Fischer Tobias Frank Volker Fried Thomas Gunst Joachim Hürter Horst-Ulrich Hänel Andreas Keller Reinhard Krull Michael Peter Thomas Reck Eckhard Schmidt-Opper Markku Slawyk | Reino Unido Ian Taylor Stephen Martin Paul Barber Robert Cattrall Jon Potter Richard Dodds William McConnell Norman Hughes David Westcott Richard Leman Stephen Batchelor Sean Kerly James Duthie Kulbir Bhaura Mark Precious |

### Primeira fase

#### Grupo A
| Equipe                    | Pts | J | V | E | D | GP | GC |
| ------------------------- | --- | - | - | - | - | -- | -- |
| 1. AUS Austrália          | 10  | 5 | 5 | 0 | 0 | 17 | 4  |
| 2. FRG Alemanha Ocidental | 7   | 5 | 3 | 1 | 1 | 12 | 4  |
| 3. IND Índia              | 7   | 5 | 3 | 1 | 1 | 14 | 9  |
| 4. ESP Espanha            | 4   | 5 | 2 | 0 | 3 | 11 | 12 |
| 5. MAS Malásia            | 2   | 5 | 1 | 0 | 4 | 6  | 17 |
| 6. USA Estados Unidos     | 0   | 5 | 0 | 0 | 5 | 4  | 18 |

| 29 de julho        |     |                    |
| Austrália          | 5–0 | Malásia            |
| Alemanha Ocidental | 3–1 | Espanha            |
| Índia              | 5–1 | Estados Unidos     |
| 31 de julho        |     |                    |
| Austrália          | 3–1 | Espanha            |
| Alemanha Ocidental | 4–0 | Estados Unidos     |
| Índia              | 3–1 | Malásia            |
| 2 de agosto        |     |                    |
| Índia              | 4–3 | Espanha            |
| Malásia            | 4–1 | Estados Unidos     |
| Austrália          | 3–0 | Alemanha Ocidental |
| 4 de agosto        |     |                    |
| Austrália          | 4–2 | Índia              |
| Espanha            | 3–1 | Estados Unidos     |
| Alemanha Ocidental | 5–0 | Malásia            |
| 6 de agosto        |     |                    |
| Austrália          | 2–1 | Estados Unidos     |
| Espanha            | 3–1 | Malásia            |
| Alemanha Ocidental | 0–0 | Índia              |

#### Grupo B
| Equipe               | Pts | J | V | E | D | GP | GC |
| -------------------- | --- | - | - | - | - | -- | -- |
| 1. GBR Grã-Bretanha  | 9   | 5 | 4 | 1 | 0 | 10 | 5  |
| 2. PAK Paquistão     | 7   | 5 | 2 | 3 | 0 | 16 | 7  |
| 3. NED Países Baixos | 7   | 5 | 3 | 1 | 1 | 16 | 9  |
| 4. NZL Nova Zelândia | 4   | 5 | 1 | 2 | 2 | 10 | 10 |
| 5. KEN Quênia        | 2   | 5 | 1 | 0 | 4 | 5  | 14 |
| 6. CAN Canadá        | 1   | 5 | 0 | 1 | 4 | 7  | 19 |

| 30 de julho   |     |               |
| Países Baixos | 4–1 | Canadá        |
| Nova Zelândia | 3–3 | Paquistão     |
| Grã-Bretanha  | 2–1 | Quênia        |
| 1 de agosto   |     |               |
| Países Baixos | 3–1 | Nova Zelândia |
| Paquistão     | 3–0 | Quênia        |
| Grã-Bretanha  | 3–1 | Canadá        |
| 3 de agosto   |     |               |
| Quênia        | 3–2 | Canadá        |
| Grã-Bretanha  | 1–0 | Nova Zelândia |
| Países Baixos | 3–3 | Paquistão     |
| 5 de agosto   |     |               |
| Nova Zelândia | 4–1 | Quênia        |
| Grã-Bretanha  | 4–3 | Países Baixos |
| Paquistão     | 7–1 | Canadá        |
| 7 de agosto   |     |               |
| Grã-Bretanha  | 0–0 | Paquistão     |
| Canadá        | 2–2 | Nova Zelândia |
| Países Baixos | 3–0 | Quênia        |

### Fase final
|  | Classificação 9º-12º lugar | Classificação 9º-12º lugar |   |                      | 9º lugar             | 9º lugar |  |
|  |                            |                            |   |                      |                      |          |  |
|  | 8 de agosto de 1984        |                            |   |                      |                      |          |  |
|  | CAN Canadá                 | 1                          |   |                      |                      |          |  |
|  | MAS Malásia                | 0                          |   |                      |                      |          |  |
|  |                            |                            |   |                      |                      |          |  |
|  |                            |                            |   |                      | 10 de agosto de 1984 |          |  |
|  |                            |                            |   |                      | CAN Canadá           | 0        |  |
|  |                            | KEN Quênia                 | 1 |                      |                      |          |  |
|  |                            |                            |   |                      |                      |          |  |
|  |                            |                            |   |                      |                      |          |  |
|  |                            |                            |   |                      | 11º lugar            |          |  |
|  | 8 de agosto de 1984        | 8 de agosto de 1984        |   | 10 de agosto de 1984 | 10 de agosto de 1984 |          |  |
|  | USA Estados Unidos         | 1 (5)                      |   | MAS Malásia          | 3 (9)                |          |  |
|  | KEN Quênia                 | 1 (6)                      |   |                      | USA Estados Unidos   | 3 (8)    |  |

|  | Classificação 5º-8º lugar | Classificação 5º-8º lugar |   |                      | 5º lugar             | 5º lugar |  |
|  |                           |                           |   |                      |                      |          |  |
|  | 9 de agosto de 1984       |                           |   |                      |                      |          |  |
|  | IND Índia                 | 1                         |   |                      |                      |          |  |
|  | NZL Nova Zelândia         | 0                         |   |                      |                      |          |  |
|  |                           |                           |   |                      |                      |          |  |
|  |                           |                           |   |                      | 11 de agosto de 1984 |          |  |
|  |                           |                           |   |                      | IND Índia            | 5        |  |
|  |                           | NED Países Baixos         | 2 |                      |                      |          |  |
|  |                           |                           |   |                      |                      |          |  |
|  |                           |                           |   |                      |                      |          |  |
|  |                           |                           |   |                      | 7º lugar             |          |  |
|  | 9 de agosto de 1984       | 9 de agosto de 1984       |   | 10 de agosto de 1984 | 10 de agosto de 1984 |          |  |
|  | ESP Espanha               | 0 (4)                     |   | NZL Nova Zelândia    | 1                    |          |  |
|  | NED Países Baixos         | 0 (10)                    |   |                      | ESP Espanha          | 0        |  |

|  | Semifinais             | Semifinais             |   |                      | Final                | Final |  |
|  |                        |                        |   |                      |                      |       |  |
|  | 9 de agosto de 1984    |                        |   |                      |                      |       |  |
|  | PAK Paquistão          | 1                      |   |                      |                      |       |  |
|  | AUS Austrália          | 0                      |   |                      |                      |       |  |
|  |                        |                        |   |                      |                      |       |  |
|  |                        |                        |   |                      | 11 de agosto de 1984 |       |  |
|  |                        |                        |   |                      | PAK Paquistão        | 2     |  |
|  |                        | FRG Alemanha Ocidental | 1 |                      |                      |       |  |
|  |                        |                        |   |                      |                      |       |  |
|  |                        |                        |   |                      |                      |       |  |
|  |                        |                        |   |                      | 3º lugar             |       |  |
|  | 9 de agosto de 1984    | 9 de agosto de 1984    |   | 11 de agosto de 1984 | 11 de agosto de 1984 |       |  |
|  | FRG Alemanha Ocidental | 1                      |   | GBR Grã-Bretanha     | 3                    |       |  |
|  | GBR Grã-Bretanha       | 0                      |   |                      | AUS Austrália        | 2     |  |

#### Disputa pelo bronze
30 de julho
| Grã-Bretanha                         | 3 – 2 (1 - 2) | Austrália                  |  |
| Paul Barber Richard Dodds Sean Kerly |               |                            |  |
|                                      |               | Craig Davies Nigel Patmore |  |

#### Final
30 de julho
| Paquistão                                | 2 - 1 (0 - 0) | Alemanha Ocidental |  |
| Hasan Sardar 81' Hussain Kaleemullah 49' |               |                    |  |
|                                          |               | Michael Peter 43'  |  |

### Classificação final
| Pos. | Equipe                 |
| ---- | ---------------------- |
|      | PAK Paquistão          |
|      | FRG Alemanha Ocidental |
|      | GBR Grã-Bretanha       |
| 4    | AUS Austrália          |
| 5    | IND Índia              |
| 6    | NED Países Baixos      |
| 7    | NZL Nova Zelândia      |
| 8    | ESP Espanha            |
| 9    | KEN Quênia             |
| 10   | CAN Canadá             |
| 11   | MAS Malásia            |
| 12   | USA Estados Unidos     |

## Feminino
| Ouro | Prata | Bronze |
| Países Baixos Carina Benninga Fieke Boekhorst Marjolein Eijsvogel Det de Beus Irene Hendriks Elsemiek Hillen Sandra Le Poole Anneloes Nieuwenhuizen Martine Ohr Alette Pos Lisette Sevens Marieke van Doorn Aletta van Manen Sophie von Weiler Laurien Willemse Margriet Zegers | Alemanha Ocidental Gaby Appel Dagmar Breiken Beate Deininger Elke Drüll Birgit Hagen Birgit Hahn Martina Koch Sigrid Landgraf Corinna Lingnau Christina Moser Patricia Ott Hella Roth Gabi Schley Susanne Schmid Ursula Thielemann Andrea Weiermann-Lietz | Estados Unidos Beth Anders Beth Beglin Regina Buggy Gwen Cheeseman Sheryl Johnson Christine Larson-Mason Kathleen McGahey Anita Miller Leslie Milne Charlene Morett Diane Moyer Marcella Place Karen Shelton Brenda Stauffer Julie Staver Judy Strong |

### Fase única
Diferente do torneio masculino, o feminino foi disputado em fase única sem disputa de finais. Ao final de cinco jogos, a equipe com maior quantidade de pontos conquistou o ouro, a segunda colocada ficou com a prata e a equipe que terminou em terceiro lugar levou a medalha de bronze
| Equipe                    | Pts | J | V | E | D | GP | GC |
| ------------------------- | --- | - | - | - | - | -- | -- |
| 1. NED Países Baixos      | 9   | 5 | 4 | 1 | 0 | 14 | 6  |
| 2. FRG Alemanha Ocidental | 6   | 5 | 2 | 2 | 1 | 9  | 9  |
| 3. USA Estados Unidos (1) | 5   | 5 | 2 | 1 | 2 | 9  | 7  |
| 4. AUS Austrália          | 5   | 5 | 2 | 1 | 2 | 9  | 7  |
| 5. CAN Canadá             | 5   | 5 | 2 | 1 | 2 | 9  | 11 |
| 6. NZL Nova Zelândia      | 0   | 5 | 0 | 0 | 5 | 2  | 12 |

(1) - Estados Unidos e Austrália se igualaram em todos os critérios e a medalha de bronze definiu-se com vitória das estadunidenses por 10-5 nas disputas de pênaltis.
| 31 de julho        |     |                    |
| Países Baixos      | 2–1 | Nova Zelândia      |
| 1 de agosto        |     |                    |
| Austrália          | 2–2 | Alemanha Ocidental |
| Estados Unidos     | 4–1 | Canadá             |
| 2 de agosto        |     |                    |
| Austrália          | 3–0 | Nova Zelândia      |
| 3 de agosto        |     |                    |
| Países Baixos      | 2–1 | Estados Unidos     |
| Alemanha Ocidental | 3–0 | Canadá             |
| 4 de agosto        |     |                    |
| Estados Unidos     | 2–0 | Nova Zelândia      |
| 5 de agosto        |     |                    |
| Países Baixos      | 6–2 | Alemanha Ocidental |
| Canadá             | 2–1 | Austrália          |
| 6 de agosto        |     |                    |
| Alemanha Ocidental | 1–0 | Nova Zelândia      |
| 7 de agosto        |     |                    |
| Canadá             | 2–2 | Países Baixos      |
| Austrália          | 3–1 | Estados Unidos     |
| 9 de agosto        |     |                    |
| Alemanha Ocidental | 1–1 | Estados Unidos     |
| 10 de agosto       |     |                    |
| Canadá             | 4–1 | Nova Zelândia      |
| Países Baixos      | 2–0 | Austrália          |